# Новый закон улиц
«Но́вый зако́н у́лиц» (англ. New Street Law) — британский юридический драматический телесериал, созданный Red Production Company совместно с One-Eyed Dog Ltd для BBC One. Сериал был создан Г. Ф. Ньюманом и Мэттью Холлом, и в нем снялся актерский ансамбль, возглавляемый Джоном Ханной и Полом Фрименом. Ханна и Фримен играют Джека Ропера и Лоуренса Скаммела, соответственно, двух адвокатов, возглавляющих конкурирующие палаты в Манчестере. Палата Ропера занимается защитой, в то время как Скаммел является бывшим наставником Ропера и работает над обвинением. Остальной актёрский состав исполнил роли команд Ропера и Скаммела.
Съёмки проходили на съёмочных площадках Web Film Studios, Little Hulton, недалеко от Болтона. Локационные работы проводились на улицах Манчестера, Болтона и Рочдейла. Другие места съёмок включали масонский зал Болтона, палаты на Сент-Джон-стрит в Манчестере и больницу в Рочдейле. Хотя второй сезон не выходил в эфир до февраля 2007 года, между съёмками был всего шестинедельный перерыв.
Первый сезон вышел в эфир в мае и июне 2006 года на BBC One. Второй сезон был перенесён на 9 вечера. Низкие рейтинги привели к тому, что последние две серии были перенесены на временной интервал 22:40. В июле 2007 года было объявлено об отмене сериала. Это оставило неразрешенный клиффхэнгер из второго сезона, и зрители так и не узнали, выжил ли Джек в автокатастрофе, или нет.
Acorn Media UK выпустила оба сезона на DVD во 2-м регионе. В 1-м регионе Entertainment One выпустили всю серию на DVD.

## Актёры и персонажи
- Джон Ханна — Джек Ропер;
- Пол Фриман — королевский адвокат Лоуренс Скаммел;
- София Ди Мартино — Элла;
- Джон Томсон — Чарли Дарлинг;
- Лиза Фолкнер — Лора Скаммел;
- Крис Гаскойн — Эла Уэра;
- Пенни Дауни — Хонор Скаммел;
- Ли Уильямс — Джо Стивенс;
- Лара Казалет — Энни Квик;
- Эйс Бхатти — Эш Аслан;
- Джейн Эшборн — Салли Бенн;
- Дон Уоррингтон — судья Кен Виньярд;
- Бен Оуэн-Джонс — Крис Куик.

## Список серий

### 1-й сезон (2006)
| № | Название                                               | Автор сценария | Режиссёр       | Зрители (млн) | Дата премьеры |
| --- | ------------------------------------------------------ | -------------- | -------------- | ------------- | ------------- |
| 1 | «Tempest» «Буря»                                       | Мэттью Холл    | Джулиан Холмс  | 4,20          | 4 мая 2006    |
| Адвокат Джек Ропер защищает 15-летнюю Кэти Льюис, обвиняемую в поджоге. Она обвиняется в том, что намеренно подожгла дом своего отца после того, как он предъявил обвинение ее парню, застукав их в постели. В качестве обвинителя выступают Лоуренс Скаммел и его дочь Лора. Кэти не очень сговорчива и отказывается давать указания своему адвокату или барристерам. Джек считает, что она кого-то защищает. Чарли Дарлинг и Энни Квик защищают Гарри Дженнингса и Тину Беннетт, обвиняемых в обмане потенциальных инвесторов на сумму 40 000 фунтов стерлингов. Покупатели думали, что приобретают квартиру, а не акции компании по продаже недвижимости. Однако тактика Чарли в этом деле не устраивает Энни. |                                                        |                |                |               |               |
| 2 | «For Friends and Family» «Для друзей и семьи»          | Г. Ф. Ньюман   | Джулиан Холмс  | Менее 3,65    | 11 мая 2006   |
| Больной раком пациент пытается подать в суд на компанию, которая раньше работала на свалке, и Джек и Энни представляют его интересы. Лора присоединяется к отцу, чтобы защитить дело, но понимает, что не все говорят правду. Джо представляет интересы женщины, обвиняемой в краже из магазина. Попав под влияние ее чар, он получает больше, чем ожидал. |                                                        |                |                |               |               |
| 3 | «To the Naked Eye» «Невооруженным взглядом»            | Мэттью Холл    | Джулиан Холмс  | Менее 3,92    | 18 мая 2006   |
| Энни и Джек защищают мужчину, обвиняемого в убийстве своей жены, но возникают проблемы, когда прокурор Лоуренс обнаруживает причастность к преступлению. Чарли занимается делом сестры предполагаемого убийцы, которая борется с родственниками своего брата за опеку над его ребенком. Работодатели медсестры считают, что медсестра солгала им о своей квалификации. Джо защищает медсестру. |                                                        |                |                |               |               |
| 4 | «A Pound of Flesh» «Фунт плоти»                        | Крис Бакнелл   | Дэвид Скайннер | Менее 3,64    | 25 мая 2006   |
| Чарли получает шанс проявить свои способности, представляя интересы телеведущего в громком деле о клевете. Мужчина был обвинен в физическом насилии над своим сыном, но Джек не в восторге от того, что представляет его интересы, и Хонор отказывается от участия в судебном процессе. Однако выясняется, что в деле есть нечто большее, чем кажется на первый взгляд. |                                                        |                |                |               |               |
| 5 | «Shock to the System» «Удар по системе»                | Г. Ф. Ньюман   | Дэвид Скайннер | Менее 3,55    | 1 июня 2006   |
| Чарли и Джек представляют интересы двух офицеров полиции, обвиняемых в пытках подозреваемого в терроризме при задержании. Это очень эмоциональное дело, поскольку в результате этого инцидента репутация полиции оказалась под угрозой. Джо предстоит преодолеть своих собственных демонов, когда он представляет интересы пациента, добивающегося освобождения из психиатрической клиники. Однако его эксперт-свидетель преподносит несколько сюрпризов. |                                                        |                |                |               |               |
| 6 | «Quality of Life» «Качество жизни»                     | Майкл Итон     | Дэвид Скайннер | Менее 3,61    | 8 июня 2006   |
| После неудачных родов женщина требует компенсации, и Чарли и Энни представляют её интересы. Дружба Лоуренса с обвиняемым хирургом ставит дело под угрозу, и Лора совсем не рада этому. Джеку приходится использовать все свои знания и опыт, чтобы помочь пародисту Робби Уильямсу, обвиненному в мошенничестве с пособиями. |                                                        |                |                |               |               |
| 7 | «High Risk, High Profit» «Высокий риск, высокий доход» | Мэттью Холл    | Эмма Боджер    | Менее 3,70    | 15 июня 2006  |
| Джек представляет интересы члена банды, обвиняемого в убийстве полицейского. Джек уверен, что его клиента подставили, но ему трудно найти человека, который отважился бы выступить против лидера банды. Джо полон решимости проявить себя в своем первом суде присяжных, но он сильно рискует свободой своих клиентов и, похоже, заходит слишком далеко. |                                                        |                |                |               |               |
| 8 | «Only the Young» «Только молодые»                      | Мэттью Холл    | Эмма Боджер    | Менее 4,15    | 21 июня 2006  |
| Молодую женщину обвиняют в сокрытии улик при убийстве ее мужем маленького мальчика, и Джек встает на ее защиту. Энни и Чарли представляют стороны в споре об опеке над детьми. Джо не слишком доволен, поскольку во второй раз представляет интересы Сэмми Дина, серийного магазинного вора. |                                                        |                |                |               |               |

### 2-й сезон (2007)
| № | Название                                    | Автор сценария | Режиссёр         | Зрители (млн) | Дата премьеры   |
| --- | ------------------------------------------- | -------------- | ---------------- | ------------- | --------------- |
| 1 | «A Case of Morality» «Дело морали»          | Дэвид Скайннер | Мэттью Холл      | 3,6           | 21 февраля 2007 |
| Джека арестовывают за извращение хода правосудия и выпускают под залог. Хотя он виновен в совершении преступления, он предотвратил попадание в тюрьму невиновной женщины и тем самым доказывает свою моральную невиновность. Команда убеждает Джека, чтобы его интересы представлял Фрэнк Халкрофт, и Фрэнк придумывает план, как вытащить Джека из тюрьмы. Фрэнк убеждает Хонор использовать ее связи в этом деле, но все идет не по плану, когда на Лору совершается нападение. В итоге Джек получает условный срок после честной и трогательной речи в суде. Чарли и Джо представляют интересы женщины-агента по футболу. Энни разрывает свой роман с Чарли, пытаясь спасти свой брак. Стива, партнера Эла, увольняют, и Эл просит совета, есть ли у него основания для несправедливого увольнения.                                                                                    |                                             |                |                  |               |                 |
| 2 | «Lines Drawn» «Нарисованные линии»          | Дэвид Скайннер | Джеймс Макинтайр | Менее 3,89    | 28 февраля 2007 |
| Гангстер Джимми Макгрегор, просит Джека помочь ему защитить его в деле о хранении героина. Однако у Макгрегора жестокое прошлое, и Джек помнит, как Макгрегор не был осужден за убийство, когда должен был быть осужден. Главным свидетелем защиты становится верная жена Макгрегора, но Джек обнаруживает несколько разоблачительных улик. После этого Джек беспокоится за безопасность жены Макгрегора и не испытывает шока, когда обнаруживается её труп. Энни и Лора представляют две противоположные стороны в одном деле. Томми утверждает, что Энджел велел ему отдать 40 000 фунтов стерлингов на благотворительность, и Лора представляет его интересы. Энни представляет его жену Клаудию, которая имеет другое представление о том, почему он это сделал. Лора проводит ночь с Джеком, но ей не нравится, когда на ужине в палате он отступает и возвращается к прежнему типу. |                                             |                |                  |               |                 |
| 3 | «Holiday Playground» «Праздничная площадка» | Клара Глинн    | Крис Бакнелл     | 3,00          | 7 марта 2007    |
| Две девочки обвиняются в убийстве одноклассника, и Джек с Фрэнком представляют их интересы. Шансы на победу высоки, но они должны решить, стоит ли прислушаться к совету клиента и довериться ему. Высококлассная проститутка Ребекка, подает в суд на пластического хирурга за потерю заработка после того, как в результате неудачной инъекции коллагена у нее появилась «форель». Ребекку представляет Чарли. |                                             |                |                  |               |                 |
| 4 | «Tomorrow's Fiction» «Только молодые»       | Клара Глинн    | Мэттью Холл      | Менее 4.11    | 14 марта 2007   |
| Джек и Лора представляют интересы мужчины, которого обвиняют в изнасиловании, совершенном 10 лет назад. Дело проходит эмоционально. Мужчина подает в суд на школу, где учится его сын, за запрет на проведение спортивного дня, и Чарли является его представителем. Чарли видит возможность для него помириться с сыном. |                                             |                |                  |               |                 |
| 5 | «Love and Loss» «Любовь и утрата»           | Доминик Киви   | Джеймс Макинтайр | Менее 3,79    | 26 марта 2007   |
| Парень Эла Стив умирает, что шокирует Джека. На защиту молодого боксера встают Чарли и Энни, но судья хочет добиться обвинительного приговора, так как знает жертву. |                                             |                |                  |               |                 |
| 6 | «The Big Fish» «Крупная рыба»               | Доминик Киви   | Мэттью Холл      | Менее 3,64    | 4 апреля 2007   |
| Когда Джек и Лора защищают обвиняемого в убийстве грабителя, криминалисты намерены обвинить его в расизме. Рэю, клиенту Чарли, соседская собака откусила яичко, и он готов подать в суд. |                                             |                |                  |               |                 |